# Chan Kin Seng
Pour les articles homonymes, voir Seng.
Dans ce nom chinois, le nom de famille, Chan, précède le nom personnel.
Chan Kin Seng (en chinois : 陳健星), né le 19 mars 1985 à Macao, est un footballeur international macanais. Il évolue actuellement au poste d'attaquant au Sporting Macau. Il est considéré comme le meilleur joueur de la sélection.

## Biographie

### Carrière internationale
Chan Kin Seng compte 29 sélections et 17 buts avec l'équipe de Macao entre 2006 et 2013,.
Au cours des éliminatoires de la Zone Asie comptant pour la coupe du monde 2010, il marqua deux buts de son équipe contre la Thaïlande. Malgré tout, Macao fut éliminée, battue sur les scores sans appel de 6-1 et 7-1.

## Palmarès
- Avec le Monte Carlo
  - Champion de Macao en 2008 et 2013

- Avec le Windsor Arch Ka I
  - Champion de Macao en 2010 et 2011
  - Vainqueur de la Coupe de Macao en 2009 et 2010